# Eucithara planilabrum
Eucithara planilabrum é uma espécie de gastrópode do gênero Eucithara, pertencente à família Mangeliidae.